# 諾伍德 (紐約州)
諾伍德（英語：Norwood）是位於美國紐約州聖羅倫斯縣的村。

## 人口
根據2020年美國人口普查的數據，諾伍德的面積為5.86平方千米，當中陸地面積為5.43平方千米，而水域面積為0.43平方千米。當地共有人口1552人，而人口密度為每平方千米265人。